# هارویو موریتا
هارویو موریتا (انگلیسی: Haruyo Morita؛ زادهٔ ۱ ژانویهٔ ۱۹۴۵) هنرمند و طراح کیمونو ژاپنی است.